# James F. Milne
James F. Milne (* 8. Juli 1950 in Barre, Vermont) ist ein US-amerikanischer Anwalt und Politiker, der von 1995 bis 1999 Secretary of State von Vermont war.

## Leben
James F. Milne wurde in Barre, Vermont geboren. Dort besuchte er auch die öffentlichen Schulen. Er erwarb 1974 einen Bachelorgrad am Massachusetts College of Pharmacy in Pharmazie. Von 1974 bis 1988 war er Direktor der Allan Milne Pharmacy in Barre. Er gehörte dem Vermont Board of Pharmacy von 1981 bis 1992 an und war Vorsitzender dieses Ausschusses von 1986 bis 1988. Als Mitglied der Vermonter Schwesterpartei der Republikanischen Partei kandidierte er im Jahr 1988 erfolgreich für das Amt des Clerks und Treasurers von Barre City. Dies hatte er bis zu seiner Wahl zum Secretary of State von Vermont im Jahr 1994 inne.
Milne hatte verschiedene Ämter inne. Zu diesen gehörten die Präsidentschaft der Vermonter Jaycees von 1979 bis 1980 und die Vizepräsidentschaft der Nationalen US Jaycees von 1980 bis 1981. Als begeisterter Skifahrer diente er bei der National Ski Patrol. Er ist mit Judith Garigliano Milne verheiratet. Das Paar hat drei Töchter und einen Sohn.